# Северное оборонное сотрудничество
Северное оборонное сотрудничество (англ. Nordic Defence Cooperation, Nordefco) — военно-политический блок, который представляет собой военное сотрудничество стран Северной Европы в области обороны. Её пятью членами являются Дания, Финляндия, Исландия, Норвегия и Швеция.

## Деятельность
Меморандум о взаимопонимании был подписан в Хельсинки 4 ноября 2009 года, став преемником Nordic Supportive Defence Structures (NORDSUP), Nordic Armaments Cooperation (NORDAC) и Nordic Coordinated Arrangement for Military Peace Support (NORDCAPS), предыдущих параллельных соглашений о сотрудничестве.
Целью сотрудничества является развитие потенциала национальной обороны, повышение экономической эффективности и внедрение общих решений в регионе.
Участие в Блоке является добровольным, и государства могут выбирать, в каких областях они хотят сотрудничать и в какой степени. Это означает, что сотрудничество может осуществляться как на двусторонней основе, так и между всеми пятью членами. Также считается, что в рамках организации можно работать с несеверными странами в областях, где это имеет дополнительную ценность. Согласно официальной веб-странице, сотрудничество основано на убеждении, что можно многого добиться за счёт распределения затрат, совместных решений и совместных действий.
Хотя официальное председательство в организации поочерёдно происходит между государствами-членами, в конечном итоге ответственность за Блок несут министры обороны Северных стран. Министры встречаются два раза в год. Они возглавляют Руководящий комитет Северных стран по оборонной политике, в который входят руководители ведущих ведомств стран-членов.

## Структура
Официальное председательство в организации поочерёдно переходит от одного государства к другому, но министры обороны стран Северной Европы в конечном итоге несут ответственность за NORDEFCO; они встречаются дважды в год. Они председательствуют в Руководящем комитете по оборонной политике стран Северной Европы, состоящем из старших офицеров генштабов стран-участников. Ниже этого комитета находится Военный координационный комитет стран Северной Европы, состоящий из флагманов, которые представляют Министров обороны стран-участников.
Области сотрудничества делятся на пять отделов:
- Стратегическое развитие;
- Возможности;
- Кадровые ресурсы и образование;
- Обучение и учения;
- Операции,

Отдклы укомплектованы старшими офицерами из стран-участниц и уполномочены на дальнейшую координацию и реализацию поставленных задач. Рекомендации, полученные от отделов также формируют основу для решений, принимаемых Руководящим комитетом по оборонной политике Северных стран и Военным координационным комитетом Северных стран.
В дополнение к областям сотрудничества, отдел под названием Acquisition & Life Cycle Support (ALCS) занимается координацией и содействием вопросам сотрудничества в области вооружений. Это осуществляется посредством ежегодной проверки, в ходе которой все участвующие страны предоставляют информацию из своих плановых закупок.

## Nordic Combat Uniform (униформа)
Желая более интегрированной армии в странах Северной Европы, оборонные министерства стран Северной Европы начали создание общей боевой униформы под названием Nordic Combat Uniform, включающей всю одежду от нижнего белья до тактических футболок. Каждая страна предоставила список требований поставщикам, желая кастомизации и возможности лёгкой модификации для широкого диапазона климатических условий. После серии испытаний была выбрана система унифромы, и первые заказы были сделаны в 2022 году. Хотя системы одежды одинаковы, каждая страна будет продолжать использовать свой собственный национальный военный камуфляж.

## Взаимная оборона
Блок обычно не рассматривается как договор о взаимной обороне и не рассматривается как командная структура, но его члены все чаще добавляют черты, которые показывают некоторое сходство с оборонным пактом. В 2021 году министры обороны Дании, Норвегии и Швеции подписали соглашение о расширении сотрудничества между своими военными с координационной структурой, которая облегчит «совместные действия в условиях мира, кризиса или конфликта» в южном регионе Северной Европы, а в 2022 году было решено дополнительно расширить возможности, предоставив доступ к воздушному пространству и военной инфраструктуре друг друга. Аналогичное соглашение для северного региона Северной Европы уже существовало между Финляндией, Норвегией и Швецией, которое было дополнительно обновлено в 2022 году. После запроса Финляндии и Швеции на вступление в НАТО в 2022 году Дания, Исландия и Норвегия опубликовали заявление, в котором говорилось, что в случае нападения на Финляндию или Швецию до того, как они стали частью НАТО, будут использованы все необходимые средства для оказания помощи в их обороне.